# Colletes willistoni
Colletes willistoni là một loài Hymenoptera trong họ Colletidae. Loài này được Robertson mô tả khoa học năm 1891.

## Hình ảnh

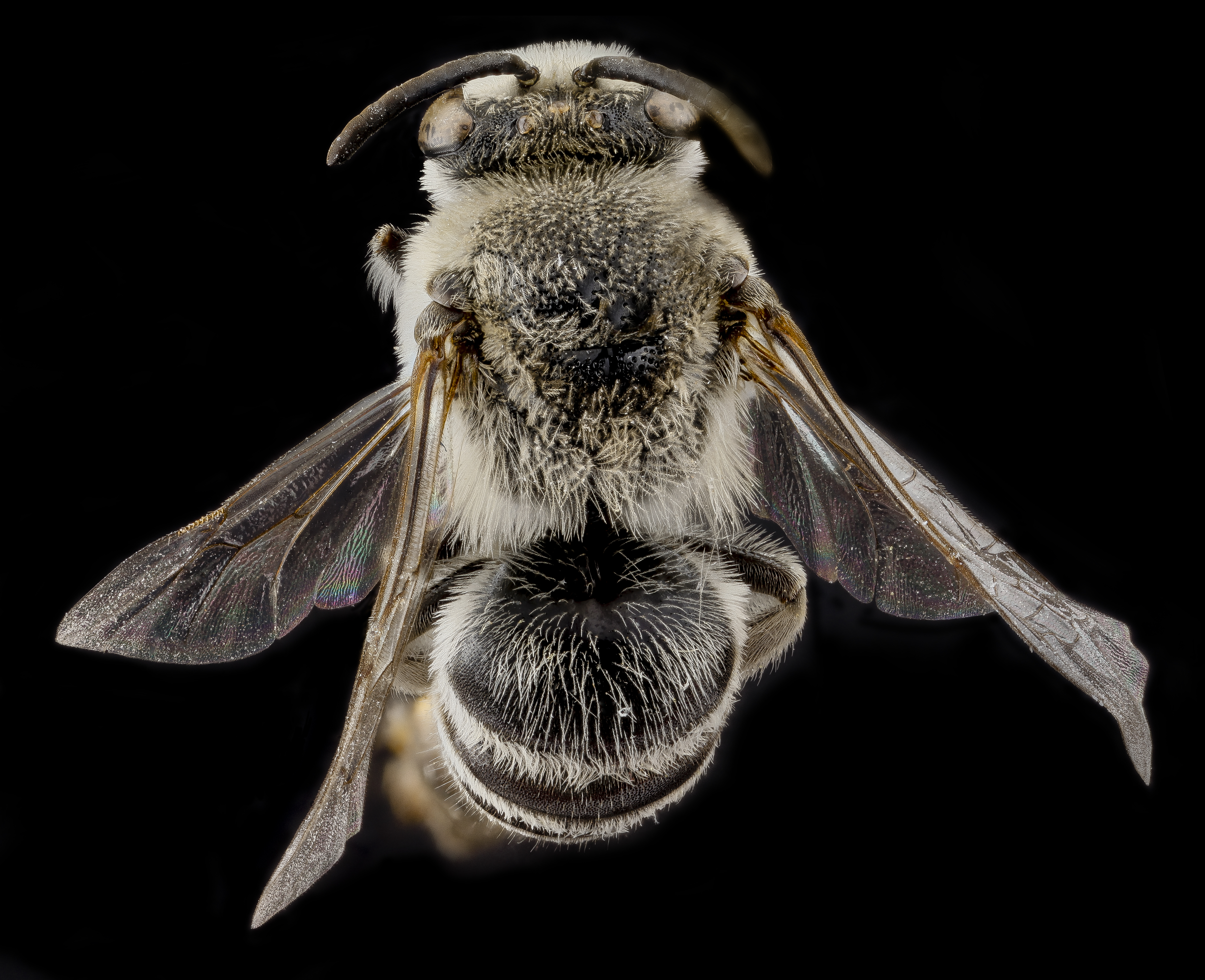
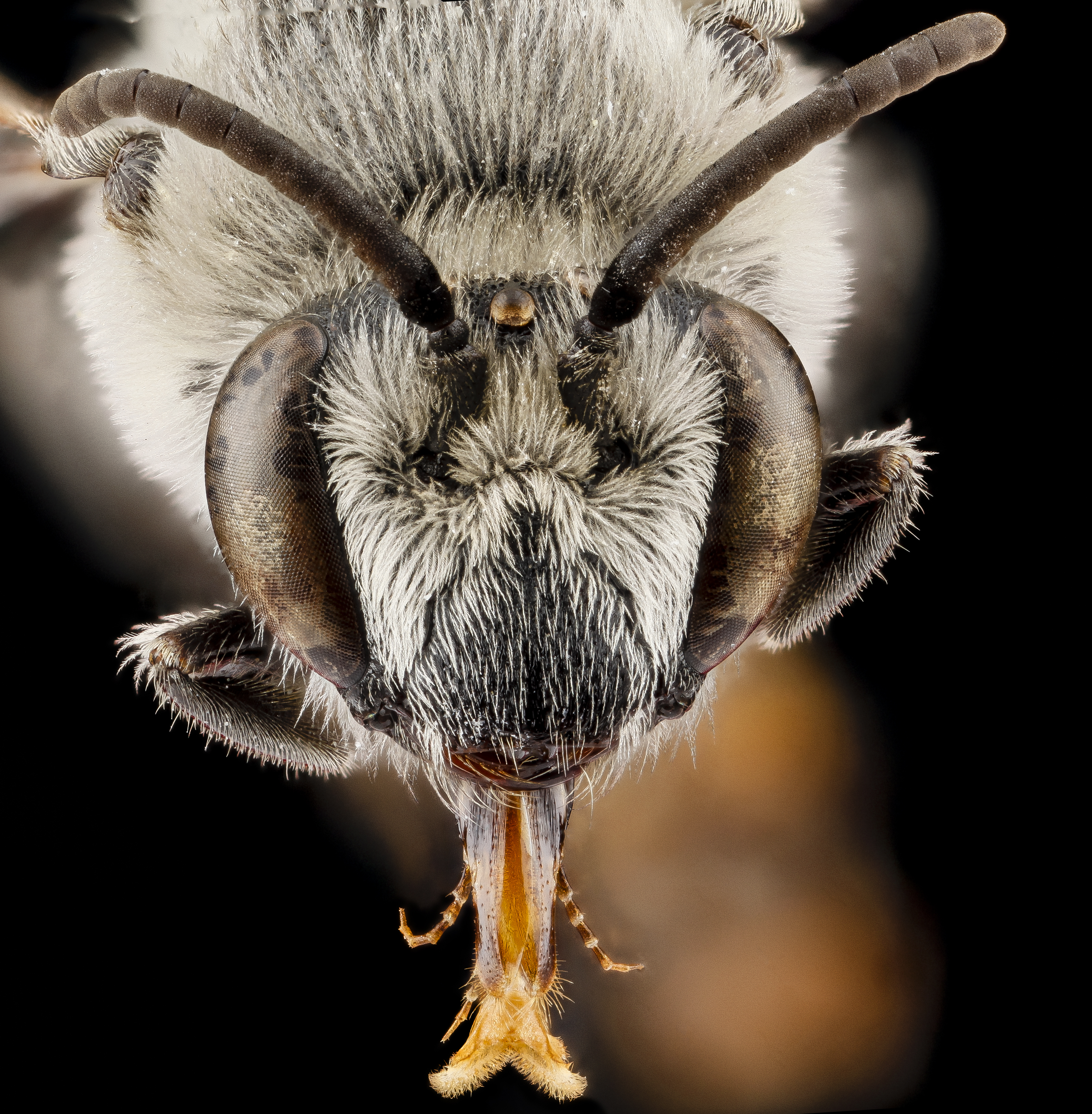